# Alan Curtis
Alan Curtis (Chicago, 24 de juliol de 1909 − Nova York, 2 de febrer de 1953) va ser un actor de cinema estatunidenc.

## Biografia
El seu verdader nom era Harry Ueberroth, i va néixer a Chicago, Illinois. Va començar a treballar com a model abans de ser actor. El seu aspecte físic no va passar desapercebut a Hollywood, i va començar a actuar en el cinema a finals de la dècada de 1930, amb papers memorables en pel·lícules com L'últim refugi (1941) i Phantom Lady (1944). Va interpretar més de 30 llargmetratges. Té una estrella al Passeig de la Fama de Hollywood.
Alan Curtis va estar casat en diverses ocasions, entre elles amb les actrius Priscilla Lawson i Ilona Massey.
Va morir a causa de complicacions quirúrgiques a Nova York, als 43 anys. Va ser enterrat a Evanston (Illinois).

## Filmografia
Les seves pel·lícules més destacades són:
- 1936 : The Witness Carn de George Nichols Jr. (no surt als crèdits)
- 1936 : Undersea Kingdom de B. Reeves Eason i Joseph Kane (no surt als crèdits)
- 1936 : The Last Outlaw de Christy Cabanne (no surt als crèdits)
- 1936 : En ales de la dansa (Swing Time) de George Stevens (no surt als crèdits)
- 1936 : Walking on Air de Joseph Santley : Fred Randolph
- 1936 : Don't Turn 'em Loose de Benjamin Stoloff (no surt als crèdits)
- 1936 : Without Orders de Lew Landers (no surt als crèdits)
- 1936 : One Live Ghost de Leslie Goodwins, curt (no surt als crèdits)
- 1936 : Smartest Girl in Town de Joseph Santley (no surt als crèdits)
- 1936 :  Winterset d'Alfred Santell (no surt als crèdits)
- 1937 : Don't Tell the Wife de Christy Cabanne (no surt als crèdits)
- 1937 : Sea Devils de Benjamin Stoloff (no surt als crèdits)
- 1937 : China Passatge d'Edward Killy (no surt als crèdits)
- 1937 : The Woman I Love d'Anatole Litvak (no surt als crèdits)
- 1937 : Between Two Women de George B. Seitz (no surt als crèdits)
- 1937 : Bad Guy de Edward L. Cahn (no surt als crèdits)
- 1937 : The Firefly de Robert Z. Leonard (no surt als crèdits)
- 1937 : Mannequin de Frank Borzage : Eddy Miller
- 1938 : Yellow Jack de George B. Seitz : Brinkerhof
- 1938 : The Shopworn Angel de Henry C. Potter : Thin Lips
- 1938 : El duc de West Point (The Duke of West Point) d'Alfred E. Green : Cadet Strong
- 1939 : Burn 'Em Up O'Connor d'Edward Sedgwick : Jose 'Rocks' Rivera
- 1939 : Sergeant Madden de Josef von Sternberg : Dennis Madden
- 1939 : Good Girls Go to Paris d'Alexander Hall : Tom Brand
- 1939 : Hollywood Cavalcade d'Irving Cummings, Malcolm St. Clar : Nicky Hayden
- 1940 : Four Sons d'Archie Mayo : Karl Bern
- 1941 : L'últim refugi (High Sierra) de Raoul Walsh : Babe Kosak
- 1941 : Buck Privates d'Arthur Lubin : Bob Martin
- 1941 : Blood and Sand (1941) de Rouben Mamoulian (escenes suprimides)
- 1941 : New Wine de Reinhold Schünzel : Franz Schubert
- 1941 : We Go Fast de William C. McGann : Bob Brandon
- 1942 : Remember Pearl Harbor de Joseph Santley : Bruce Gordon
- 1943 : Hitler's Madman de Douglas Sirk : Karel Vavra
- 1943 : Two Tickets to London d'Edwin L. Marin
- 1943 : Crazy House d'Edward F. Cline
- 1943 : Gung Ho! ('Gung Ho!': The Story of Carlson's Makin Island Raiders) de Ray Enright : John Harbison
- 1944 : Phantom Lady de Robert Siodmak : Scott Henderson
- 1944 : Destiny de Reginald Le Borg i Julien Duvivier : Cliff Banks
- 1945 : Frisco Sal de George Waggner : Ric Jordan / John Warren
- 1945 : See My Lawyer d'Edward F. Cline : Charlie Rodman
- 1945 : The Naughty Nineties de Jean Yarbrough : el Sr. Crawford
- 1945 : Shady Lady de George Waggner : Marty Martin
- 1945 : The Daltons Ride Again de Ray Taylor : Emmett Dalton
- 1946 : Inside Job de Jean Yarbrough : Eddie Norton / Eddie Mitchell
- 1946 : Flight to Nowhere de William Rowland : Hobe Carrington
- 1946 : Renegade Girl de William Berke : capità Fred Raymond
- 1947 : Philo Vance's Gamble de Basil Wrangell : Philo Vance
- 1947 : Philo Vance's Secrete Mission de Reginald Le Borg : Philo Vance
- 1948 : The Enchanted Valley de Robert Emmett Tansey : Johnny Nelson
- 1949 : Apache Chief de Frank McDonald : Young Eagle
- 1949 : I pirati di Capri o Pirates of Capri de Giuseppe Maria Scotese i Edgar G. Ulmer : Commodore Van Diel
- 1951 : Amore e sangue de Marino Girolami
- 1951 : Schatten über Neapel de Hans Wolff : Paolo